# Abschaum – Die wahre Geschichte von Ertan Ongun
Abschaum – Die wahre Geschichte von Ertan Ongun ist ein Buch von Feridun Zaimoğlu aus dem Jahr 1997. Er wurde 2000 unter dem Titel Kanak Attack auch verfilmt. Das bei Rotbuch erschienene Werk erfuhr allein bis 2003 fünf Auflagen.

## Inhalt
Abschaum erzählt die wahre Geschichte eines 25-jährigen drogenabhängigen, kriminellen Deutschtürken aus Kiel, der in drastischen Worten sein Milieu und seine Erlebniswelt zwischen Straße und Gefängnis schildert, aber auch seine Wünsche und Sehnsüchte. Bei dem Protagonisten handelt es sich dem Nachwort des Autors zufolge um einen tatsächlichen resozialisierten Kriminellen, der nach der Lektüre von Zaimoğlus Kanak Sprak – 24 Mißtöne vom Rande der Gesellschaft in Kontakt mit dem Dichter getreten sei, um ihm seine Geschichte zu erzählen, damit dieser sie unter das Volk bringe.

## Hintergrund
Das Buch untergliedert sich in 35 „Stories“ mit Titeln wie Die Puff-Aufmisch-Story und Die Ömer-ist-tot-Story und das Nachwort des Autors. Die einzelnen Geschichten folgen keiner zeitlichen Reihenfolge. Obschon als Roman ausgewiesen, folgt es also keiner typischen Romanstruktur.
1999 erschien auch eine von Alessandra Orsi ins Italienische übertragene Ausgabe. Sie trug den Titel Schiuma. Ebenso erschien in Frankreich eine französische Version mit dem Titel Racaille. 